# Marcus Ulpius Celerinus

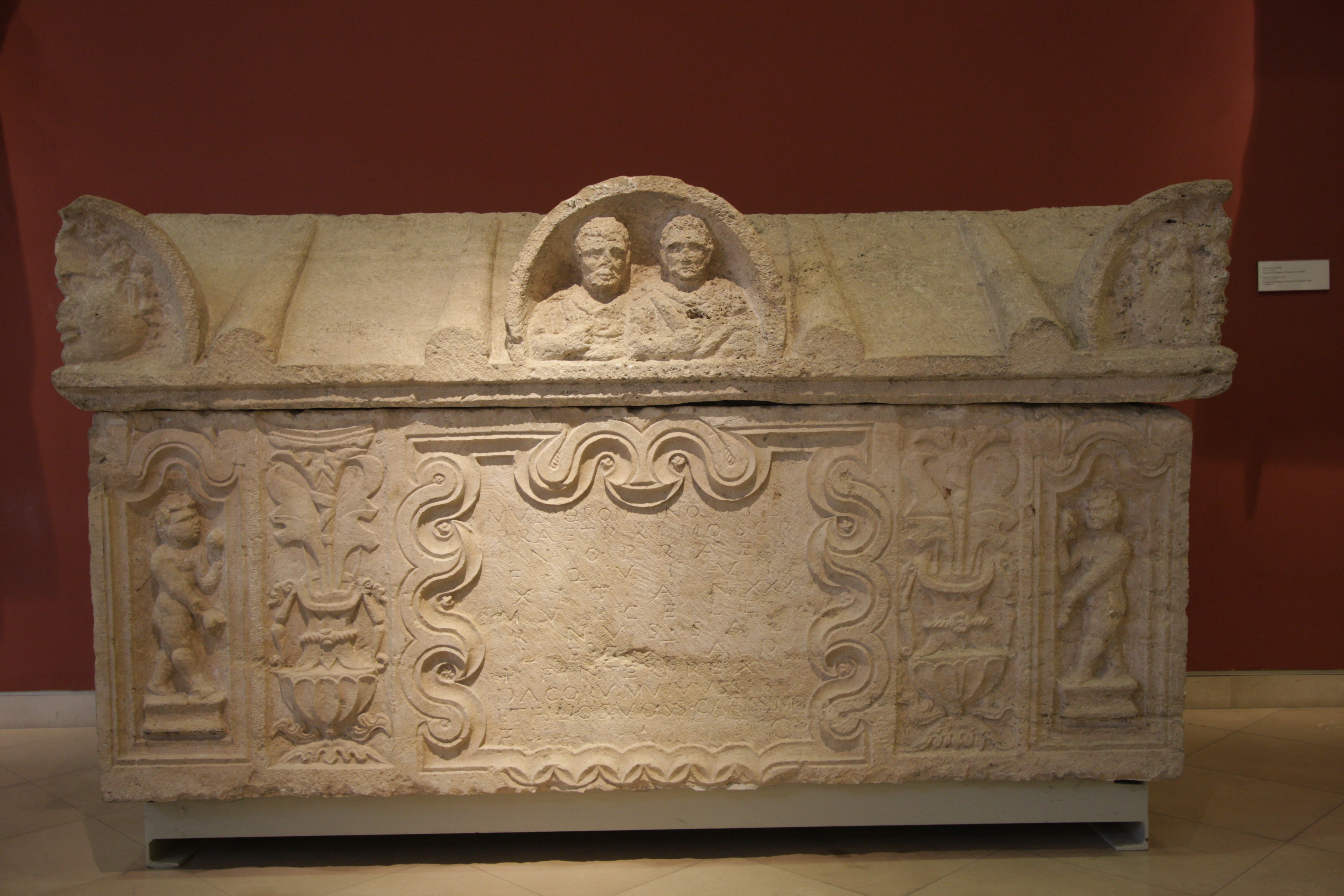
Der Sarkophag mit der Inschrift

Marcus Ulpius Celerinus war ein im 2. und 3. Jahrhundert n. Chr. lebender Dolmetscher der römischen Armee. Er ist durch zwei Inschriften belegt, die in Brigetio gefunden wurden.

## Weihinschrift
Durch eine Weihinschrift auf einem Altar ist belegt, dass Celerinus salariarius in der Legio I Adiutrix pia fidelis Antoniniana war, die ihr Hauptlager in Brigetio in der Provinz Pannonia superior hatte. Er errichtete den Altar für den Iuppiter Optimus Maximus.
Die Bedeutung der Berufsbezeichnung salariarius ist umstritten. Sie leitet sich von salarium („Sold“) her, kann aber auf zwei Weisen gedeutet werden: Einerseits wird vermutet, dass der salariarius ein Armeeoffizier war, der für die Lagerhaltung und Versorgung der Armee zuständig war. Andererseits wird auch die Deutung vertreten, dass der Begriff eine Person meint, die nicht regulär bei der Armee diente, sondern individuell für bestimmte Leistungen bezahlt wurde, also „auf Honorarbasis“ arbeitete.
Eine Datierung lässt sich aus der Nennung des Beinamens Antoniniana für die Legion ableiten. Diese Ehrenbezeichnung verweist auf den Kaiser Caracalla, dessen offizieller Name Marcus Aurelius Severus Antoninus lautete und dessen Alleinherrschaft von 212 bis 217 n. Chr. dauerte. Entsprechend datieren unter anderem András Szabó und Dan Deac die Inschrift in seine Regierungszeit. Die Epigraphik-Datenbank Clauss-Slaby und die Epigraphische Datenbank Heidelberg halten auch eine etwas spätere Entstehung unter den Kaisern Macrinus und Elagabal für möglich und datieren den Weihealtar in den Zeitraum 211–222.

## Inschrift auf Sarkophag
Durch eine Inschrift auf einem Sarkophag ist belegt, dass Celerinus nicht nur als salariarius, sondern auch als interprex Dacorum (Übersetzer für das Dakische) in der Legio I Adiutrix pia fidelis tätig war. Der Sarkophag scheint älter zu sein als die darauf angebrachte Inschrift.
Marcus Ulpius Celerinus ließ den Sarkophag für seinen Sohn Marcus Ulpius Romanus herrichten, der im Alter von 35 Jahren gestorben war. Romanus hatte als Soldat in der Prätorianergarde und als primoscrinius (Alternativform zu primiscrinius, übersetzt „Bürochef“) der Gardepräfekten gedient. Dieser Aufstieg bietet einen Anhaltspunkt für die Datierung seiner Karriere und damit auch für die Lebensdaten seines Vaters Marcus Ulpius Celerinus: Die Prätorianer wurden bis in die 190er Jahre rein aus Bewohnern Italiens rekrutiert, bis Kaiser Septimius Severus die Garde nach seiner Machtübernahme im Jahr 193 auflöste und mit Soldaten aus seiner pannonischen Heimat neu aufstellte.
Celerinus bezeichnet sich in der Inschrift auf dem Sarkophag als interprex Dacorum (lateinisch interpres: Vermittler, Unterhändler, Übersetzer, Dolmetscher). Es gibt unter Historikern unterschiedliche Ansichten darüber, warum die Legio I Adiutrix im 3. Jahrhundert einen interprex Dacorum benötigte. Möglicherweise begleitete er Armeeangehörige in Friedenszeiten bei Verhandlungen mit Dakern an den Grenzen oder seine Kenntnisse wurden im Zusammenhang mit einem Feldzug gegen Sarmaten und Daker benötigt.
Der Legionsbeiname Antoniniana, der eine relativ genaue Datierung der Weihinschrift erlaubt, fehlt auf dem Sarkophag. Die Inschrift wird daher durch András Szabó allgemein in die erste Hälfte des 3. Jahrhunderts datiert; dem folgen die Epigraphik-Datenbank Clauss-Slaby und die Epigraphische Datenbank Heidelberg. Dan Deac zieht jedoch aus der Berufsbezeichnung als interprex Dacorum Schlussfolgerungen auf die Datierung, da er annimmt, dass die Tätigkeit des Marcus Ulpius Celerinus nur in einer Zeit stattgefunden haben kann, in der die Römer friedliche Beziehungen zu den dakischen Stämmen pflegten. Da diese Phase mit der militärischen Kampagne des Kaisers Caracalla gegen die Daker im Jahr 214 geendet habe, müsse der Sarkophag des Marcus Ulpius vor diesem Jahr entstanden sein.